# Ellobius fuscocapillus
Ellobius fuscocapillus és una espècie de mamífer rosegador de la família dels cricètids. Viu a l'Afganistan, l'Iran, el Pakistan i el Turkmenistan. Es tracta d'un animal excavador que s'alimenta de les parts subterrànies de les plantes. El seu hàbitat natural és l'estepa oberta amb sòls poc compactes que no siguin de sorra. És una espècie en risc mínim, és a dir, no sembla que hi hagi cap amenaça significativa per a la seva supervivència. El seu nom específic, fuscocapillus, significa ‘pèl fosc’ en llatí.